# Emiel Van Cauter
Emiel Van Cauter (* 2. Dezember 1931 in Meusegem; † 26. Oktober 1975 in Bangkok) war ein belgischer Radrennfahrer.
1954 wurde Emiel Van Cauter als Amateur in Solingen Straßen-Weltmeister. Im Jahr zuvor war er schon Zweiter der belgischen Straßenmeisterschaft der Amateure hinter Rik Van Looy geworden, als dessen ebenbürtiger Konkurrent er galt. 1955 trat er zu den Profis über und wurde im selben Jahr Belgischer Meister im Straßenrennen. 1956 war er im Grote Prijs Beeckman-De Caluwé erfolgreich. Die in ihn gesetzten Hoffnungen waren groß; er beendete jedoch seine Karriere 1958, ohne große weitere Erfolge errungen zu haben.
Nach Beendigung seiner Radsport-Karriere gründete Van Cauter erfolgreich ein Unternehmen für Spielautomaten; 1972 sponserte er das Radsportteam Van Cauter-Magniflex-de Gribaldy um Rik Van Linden. 1975 wurde er im Alter von 43 Jahren unter mysteriösen Umständen während einer Urlaubsreise in Thailand ermordet. Sein Leichnam wurde überführt, und er liegt in seinem Heimatort begraben.
Emiel Van Cauter war der Vater der belgischen Politikerin Carina Van Tittelboom-Van Cauter.